# Jeunesse Club d'Abidjan
Jeunesse Club d'Abidjan is een voetbalclub uit Abidjan, Ivoorkust.
In 1948 bereikten ze de finale in de Beker van Frans-West-Afrika en in 1953 de halve finale.

## Erelijst
Beker van Ivoorkust
winnaar in 1963
AFAD Djékanou - Lys FC Sassandra - ASEC Mimosas - FC San-Pédro - FC Mouna - Africa Sports d'Abidjan - SOL FC - AS Denguélé - Société Omnisports de l'Armée - Bouaké FC - Stade d'Abidjan - FC Olympic Sport d'Abobo - Stella Club d'Adjamé - Zoman FC - Racing Club d'Abidjan - CO Korhogo